# Leandra herincquiana
Leandra herincquiana är en tvåhjärtbladig växtart som beskrevs av Célestin Alfred Cogniaux. Leandra herincquiana ingår i släktet Leandra och familjen Melastomataceae. Inga underarter finns listade i Catalogue of Life.